# Made in China 2025
Hecho en China 2025 (en inglés, Made in China 2025; en chino, 中国制造2025; en pinyin, Zhōngguó zhìzào èrlíng'èrwǔ) es un plan estratégico de la República Popular China anunciado por el primer ministro Li Keqiang y su gabinete en mayo de 2015. Con él, China pretende dejar de ser la "fábrica del mundo" (que produce bienes baratos y de baja calidad debido a los menores costos de la mano de obra y a las ventajas de la cadena de suministro) y pasar a producir productos y servicios de mayor valor, como los aeroespaciales y los semiconductores, y lograr la independencia de los proveedores extranjeros para esos productos y servicios. En esencia, se trata de un plan para mejorar la capacidad de fabricación de las industrias chinas y convertirlas en un centro neurálgico más intensivo en tecnología.
Los objetivos de Hecho en China 2025 incluyen el aumento del contenido nacional chino de los materiales básicos hasta el 40 % en 2020 y el 70 % en 2025.  El plan se centra en campos de alta tecnología, como la industria farmacéutica, la industria automotriz, la industria aeroespacial, los semiconductores, la informática y la robótica, etc., que actualmente son competencia de empresas extranjeras.
El Centro de Estudios Estratégicos e Internacionales lo describe como una "iniciativa para actualizar ampliamente la industria china" inspirada directamente en la Industria 4.0. alemana. Es un intento de mover la manufactura del país hacia arriba en la cadena de valor y convertirse en una gran potencia manufacturera en competencia directa con los Estados Unidos. El gobierno chino se ha comprometido a invertir unos 300.000 millones de dólares para llevar a cabo este plan.